# 2023年T1聯盟明星賽
2023年T1聯盟明星賽是T1聯盟第一屆明星賽，於2023年2月28日在臺北和平籃球館舉辦。
2023年1月12日，T1聯盟宣布將舉辦明星賽的消息。2023年2月20日，T1聯盟在國立臺灣藝術大學舉辦媒體日活動，活動中宣布由永豐銀行冠名贊助2023年T1聯盟明星賽。明星賽正規賽的中場表演嘉賓為Marz23。
明星賽MVP由桃園永豐雲豹霍華德當選。

## 正規賽

### 總教練
明星賽總教練由例行賽排名第一與第二的球隊總教練出任，於2023年2月5日之後產生。2月6日，T1聯盟公布明星賽總教練人選，Team Beyond由新北中信特攻總教練李逸驊出任，Team Infinity則由高雄全家海神總教練喬伊斯擔任。

### 球員名單
本次明星賽為了切合賽季主題「歡迎光臨T1宇宙」將球員依照星座屬性分隊，風象與火象星座球員分在Team Infinity，而水象與土象星座球員則隸屬於Team Beyond。每隊由5位後場球員、3位前場球員和5位外籍球員（洋將）組成。先發五人由每隊票數前兩名後場球員、第一名前場球員與前兩名洋將包辦。每隊最高票數的球員會獲得明星賽人氣王殊榮。2023年2月1日，T1聯盟公布Team Infinity和Team Beyond入選名單以及明星賽人氣王結果，明星賽人氣王由霍華德與阿巴西拿下。Team Infinity先發五人為蔣淯安、李啟瑋、谷毛唯嘉、庫薩斯和霍華德，Team Beyond則為阿巴西、林韋翰、謝亞軒、布銳克曼與阿修羅。
| [ 6 ]                          | 球員       | 球隊         |
| ------------------------------ | ---------- | ------------ |
| 後場                           | 蔣淯安†    | 台灣啤酒英熊 |
| 後場                           | 谷毛唯嘉†  | 臺南台鋼獵鷹 |
| 後場                           | 邱子軒     | 高雄全家海神 |
| 後場                           | 煥亞       | 高雄全家海神 |
| 後場                           | 盧捷閔     | 桃園永豐雲豹 |
| 洋將                           | 霍華德†    | 桃園永豐雲豹 |
| 洋將                           | 艾夫伯     | 桃園永豐雲豹 |
| 洋將                           | 艾德       | 新北中信特攻 |
| 洋將                           | 大勝       | 台灣啤酒英熊 |
| 洋將                           | 庫薩斯†    | 高雄全家海神 |
| 前場                           | 李啟瑋†    | 台灣啤酒英熊 |
| 前場                           | 林任鴻傷病 | 高雄全家海神 |
| 前場                           | 朱億宗     | 台灣啤酒英熊 |
| 前場                           | 余純安替換 | 高雄全家海神 |
| 總教練：喬伊斯（高雄全家海神） |            |              |

| [ 6 ]                          | 球員      | 球隊         |
| ------------------------------ | --------- | ------------ |
| 後場                           | 林韋翰†   | 新北中信特攻 |
| 後場                           | 謝亞軒†   | 新北中信特攻 |
| 後場                           | 林秉聖    | 新北中信特攻 |
| 後場                           | 曹薰襄    | 台灣啤酒英熊 |
| 後場                           | 簡偉儒    | 臺南台鋼獵鷹 |
| 洋將                           | 布銳克曼† | 高雄全家海神 |
| 洋將                           | 阿修羅†   | 臺南台鋼獵鷹 |
| 洋將                           | 克力斯    | 新北中信特攻 |
| 洋將                           | 艾倫      | 臺中太陽     |
| 洋將                           | 馬龍      | 臺中太陽     |
| 前場                           | 阿巴西†   | 新北中信特攻 |
| 前場                           | 胡瓏貿    | 高雄全家海神 |
| 前場                           | 曾文鼎    | 新北中信特攻 |
| 總教練：李逸驊（新北中信特攻） |           |              |

- ^傷病  林任鴻由於傷勢而退出全明星比賽[7] 。
- ^替換  林任鴻的空缺位置由余純安接替入選[7]。

### 規則
- 正規賽採目標得分制，以第三節結束領先方分數+22分（象徵臺灣縣市數目）作為目標分數[8][2]。
- 第四節賽事不設限時，總得分先達到目標分數為最後勝隊[8][2]。
- 無個人犯滿限制，惟單節球隊團犯累計達第五次即進入加罰狀態[2]。
- 第一節及第四節各隊場上至多僅能有2名外籍球員，第二節及第三節兩隊則不限制外籍球員人次[2]。

### 比賽日誌
| 2023年2月28日 16:40 |

| 詳細數據 |

| Team Beyond 124–179 Team Infinity                                  |  |                                                              |
| 每節分數： 32–53、25–64、42–39、25–23                              |  |                                                              |
| 得分： 阿修羅（34） 篮板： 林韋翰（7） 助攻： 林韋翰 / 謝亞軒（6） |  | 得分： 霍華德（37） 篮板： 霍華德（13） 助攻： 谷毛唯嘉（9） |

## 附加賽事
2023年2月3日，T1聯盟公布三分球大賽與灌籃大賽參賽名單。

### 三分球大賽

#### 規則
- 於三分線上五點擺放16顆Regular Ball和9顆Money Ball，並在三分線後兩點Big Three Zone各擺放1顆Big Three。
- 選手可依個人擅長角度安排任一球車設置5顆Money Ball，其餘四點則各擺放4顆Regular ball和1顆Money ball。
- 選手需在70秒內完成27顆球的投籃，並可選擇由左至右或反向進行投籃。
- 每顆Regular Ball、Money Ball與Big Three分別計分1至3分，總計為40分。
- 首輪前四高分進入決賽，平手則增額錄取。
- 決賽如遇平手，則由選手任選三點以12顆Regular Ball和3顆Money Ball進行30秒加賽。

#### 比賽結果
| 位置 | 球員   | 球隊         | 首輪得分 | 決賽得分 |
| ---- | ------ | ------------ | -------- | -------- |
| SG   | 盧冠軒 | 臺中太陽     | 23       | 31       |
| PG   | 煥亞   | 高雄全家海神 | 27       | 22       |
| SG   | 謝亞軒 | 新北中信特攻 | 26       | 22       |
| SG   | 李啟瑋 | 台灣啤酒英熊 | 22       | 19       |
| SG   | 盧捷閔 | 桃園永豐雲豹 | 20       | 未晉級   |
| C    | 霍華德 | 桃園永豐雲豹 | 15       | 未晉級   |
| SF   | 吳曉謹 | 高雄全家海神 | 13       | 未晉級   |
| SG   | 簡偉儒 | 臺南台鋼獵鷹 | 12       | 未晉級   |

### 灌籃大賽

#### 規則
- 每位選手有2次灌籃機會，每次灌籃限時60秒。
- 由五位專業評審及球迷進行評分，每輪滿分為110分，前二高分進入決賽。
- 評審評分：每位評審於每次灌籃後舉牌評分6至10分，每次灌籃滿分為50分。
- 球迷評分：第二灌結束後由現場球迷即時評分，取其平均分數，滿分為10分。
- 決賽如遇延長賽，每位選手僅有一次30秒灌籃機會，並以評審評分作為終決，不進行球迷評分。

#### 比賽結果
| 位置 | 球員       | 球隊         | 首輪得分          | 決賽得分          |
| ---- | ---------- | ------------ | ----------------- | ----------------- |
| SF   | 劉駿霆     | 臺南台鋼獵鷹 | 108.6 (49+50+9.6) | 110 (50+50+10.0)  |
| F    | 馬龍       | 臺中太陽     | 99 (44+46+9.0)    | 104.8 (45+50+9.8) |
| PF   | 周承睿     | 新北中信特攻 | 83.7 (36+40+7.7)  | 未晉級            |
| SF   | 張幃翔取代 | 臺南台鋼獵鷹 | 83.1 (39+37+7.1)  | 未晉級            |
| SF   | 阿巴西缺席 | 新北中信特攻 | 不適用            | 不適用            |

- ^缺席  阿巴西由於個人因素而退出灌籃大賽[7]。
- ^取代  阿巴西的空缺位置由張幃翔接替入選[7]。

## 外部連結
- 官方网站